# La virgen de la tosquera
Pour plus de détails, voir Fiche technique et Distribution.
La virgen de la tosquera (titre international anglais :  The Virgin of Quarry Lake) est un film dramatique fantastique, écrit par Benjamín Naishtat, réalisé par Laura Casabé et dont la sortie est prévue en 2025.
Le scénario de cette coproduction internationale argentine-mexicaine-espagnole est basé sur deux histoires de Mariana Enríquez.
Se déroulant en 2001, dans le contexte de la profonde crise économique et des manifestations en Argentine, l'intrigue suit trois adolescents qui deviennent amoureux du même garçon, Diego. La situation prend une tournure différente lorsque Diego entame une relation avec Silvia, plus âgée et plus expérimentée, et que l'une des filles, Natalia, jette un sort contre le couple avec l'aide de sa grand-mère Rita,.

## Fiche technique
- Titre original : La virgen de la tosquera
- Réalisation : Laura Casabé
- Scénario : Benjamín Naishtat
- Photographie : Diego Tenorio Hernández
- Montage : Ana Remón
- Musique :
- Costumes : Gustavo Alderete
- Production : Valería Bistagnino, Ángeles Hernández, Alejandro Israel
- Sociétés de production :
- Direction artistique : Soledad Guerrero
- Pays de production : Argentine, Mexique, Espagne
- Langue originale : espagnol
- Format : couleur
- Genre : drame
- Durée : 93 minutes
- Dates de sortie (Dates sujettes à modification)[4] :
  - États-Unis : 27 janvier 2025 (festival du film de Sundance)

## Distribution
- Fernanda Echevarría :
- Dady Brieva :
- Dolores Oliverio :
- Luisa Merelas :
- Agustín Sosa :

## Production
Le film est basé sur les histoires « El carrito » et « La virgen de la tosquera » de Mariana Enríquez, toutes deux contenues dans le recueil de nouvelles Les Dangers de fumer au lit. Il s'agit d'une coproduction argentino-mexicaine-espagnole de Mostra Cine, Ajimolido Films, Caponeto et Mr. Miyagi Films, qui a obtenu un financement du fonds de coproduction Ibermedia 2023.
Les lieux de tournage comprennent la province de Mendoza.

## Sortie
En mai 2024, il a été rapporté que Filmax avait acquis les droits internationaux du film.
Le film est présenté en première mondiale au Festival du film de Sundance 2025.